# Loxophlebia triangulifera
Loxophlebia triangulifera är en fjärilsart som beskrevs av Felder 1869. Loxophlebia triangulifera ingår i släktet Loxophlebia och familjen björnspinnare. Inga underarter finns listade i Catalogue of Life.